# Hey There!
Hey there! è un cortometraggio muto del 1918 di Alfred J. Goulding con Harold Lloyd.